# Anita Sanita
Anita Sanita es una deportista italiana que compitió en taekwondo. Ganó dos medallas en el Campeonato Europeo de Taekwondo, plata en 1980 y oro en 1982.

## Palmarés internacional
| Campeonato Europeo | Campeonato Europeo     | Campeonato Europeo | Campeonato Europeo |
| Año                | Lugar                  | Medalla            | Categoría          |
| ------------------ | ---------------------- | ------------------ | ------------------ |
| 1980               | Copenhague (Dinamarca) | Medalla de plata   | –67 kg             |
| 1982               | Roma (Italia)          | Medalla de oro     | –67 kg             |